# فرودگاه تکبانده پورتو آدولفو لوپز ماتیوس
 فرودگاه تکبانده پورتو آدولفو لوپز ماتیوس (به انگلیسی: Puerto Adolfo López Mateos Airstrip) یک فرودگاه همگانی است که یک باند فرود خاک دارد و طول باند آن ۱۳۵۶ متر است. این فرودگاه در کشور مکزیک قرار دارد و در ارتفاع ۲ متری از سطح دریا واقع شده است.